# Graue Heidekrauteule
Die Graue Heidekrauteule (Lycophotia molothina) ist ein Schmetterling (Nachtfalter) aus der Familie der Eulenfalter (Noctuidae). In der Vergangenheit wurden verschiedene weitere deutsche Bezeichnungen für diese Art kreiert, von denen aber keine allgemein verwendet wurde: Weißmoos-Kieferheiden-Erdeule, Grauschwarze Heideeule, Graue Besenheideeule, Graue Ginstereule.

## Merkmale

### Falter
Die Falter erreichen eine Flügelspannweite von 38 bis 40 Millimetern. Bei der Nominatform ssp. L. molothina molothina überwiegt eine graue bis graubraune Grundfarbe der Vorderflügel. Zuweilen sind sie leicht rötlich überstäubt. Nieren- und Ringmakel sind hellgrau gefüllt, dünn schwarz umrandet und deutlich erkennbar. Zapfenmakel sind schmal und weniger deutlich ausgebildet. Charakteristisch ist ein weißlicher bis hell graublauer Strahl am Vorderrand, der von der Wurzel bis zum Anfang des Mittelfelds reicht. Die Querlinien und die Wellenlinie sind  meist schwächer ausgebildet. Stark verdunkelt zeigt sich die ssp. L. molothina occidentalis, bei der Makel und Linien kaum zu erkennen sind. Die Hinterflügel sind zeichnungslos weißgrau gefärbt. Nur die Adern treten deutlicher hervor.

### Raupe
Jüngere Raupen sind smaragdgrün gefärbt und mit fünf hellen Streifen versehen. Erwachsene Raupen ändern ihre Farbe in Dunkelgrün, Rötlichgrau oder Braun. Sie zeigen dann drei ockergelbe, schwarz eingefasste Rückenlinien und zwei dunkle Seitenstreifen.

## Geographische Verbreitung und Lebensraum
Die Art ist durch Südwest- und Mitteleuropa verbreitet. Die Graue Heidekrauteule bewohnt vorzugsweise Heidegebiete und lichte Kiefernwälder.

## Lebensweise
Hauptflugzeit der in einer Generation im Jahr fliegenden nachtaktiven Falter sind die Monate Mai bis Juli. Sie kommen an künstliche Lichtquellen sowie auch gerne an Köder. Die Raupen leben ab August, überwintern und verpuppen sich im April des folgenden Jahres. Sie ernähren sich von Besenheide (Calluna vulgaris).

## Gefährdung
Die Graue Heidekrauteule kommt in den deutschen Bundesländern nur selten vor, gilt gebietsweise als ausgestorben oder verschollen und wird auf der Roten Liste gefährdeter Arten in Kategorie 2 (stark gefährdet) geführt.